# Kleingebiet Dunaújváros
Das Kleingebiet Dunaújváros (ungarisch Dunaújvárosi kistérség) war bis Ende 2012 eine ungarische Verwaltungseinheit (LAU 1) innerhalb des Komitats Fejér in Mitteltransdanubien. Im Zuge der Verwaltungsreform von 2013 gingen alle 9 Ortschaften des Kleingebiets im nachfolgenden Kreis Dunaújváros (ungarisch Dunaújvárosi járás) auf, der zusätzlich noch um 7 Ortschaften des Kleingebiets Adony erweitert wurde.
Zum Jahresende 2012 lebten auf 371,73 km² 69.853 Einwohner, das Kleingebiet hatte nach Székesfehérvár die zweithöchste Bevölkerungsdichte (188 Einw. je km²). Verwaltungssitz war Dunaújváros. Die Stadt hat zugleich Komitatsrechte (ungarisch megyei jogú város).

## Städte
- Dunaújváros (46.813)
- Rácalmás (4.479 Ew.)

## Gemeinden
Diese 7 Gemeinden gehörten bis zur Auflösung zum Kleingebiet Dunaújváros. Kursiv dargestellt sind die zwei Großgemeinden (ungarisch nagyközség)
| Baracs     | Daruszentmiklós | Előszállás    |
| Mezőfalva  | Nagykarácsony   | Szabadegyháza |
| Nagyvenyim |                 |               |